# 싱글즈
《싱글즈》는 대한민국에서 개봉된 멜로,애정,코미디 장르의 영화다. 일본 드라마 《29세의 크리스마스》를 리메이크한 작품이다.

## 줄거리
29살 나난(장진영 분)과 그녀의 친구인 워킹우먼 동미(엄정화 분), 동미의 룸메이트이자 나난의 불알친구 정준(이범수 분)과 잘나가는 증권맨 수헌(김주혁 분). 이 네 명의 싱글라이프를 재미있게 풀어낸 영화이다.
애인에게 차인 날, 임신이 걱정된 나난은 동미와 정준이 살고 있는 집으로 간다. 동미는 잘 나가는 워킹우먼에 자유연애주의자고, 착한 정준은 여우 같은 어린 여자에게 딱 걸린 샐러리맨. 아이러니하게도 정반대의 성격을 지닌 이 둘은 룸메이트다.
임신이 아니라는 것을 알고 환호하던 세 사람, 그날 밤은 나난의 눈물엽기 하소연으로 밤을 새운다. 그러나 불행은 세트로 온다고 했던가. 직장에서 엉뚱한 곳으로 발령난 나난. 친구들의 응원으로 이 폭풍 같은 겹불행을 딛고 씩씩하게, 실수를 연발하면서도 새 직장에 적응한다.
이때, 나난에게 어디선가 본적이 있는 능청맞은 남자가 그녀의 주위에 자꾸 등장하고, 동미와 정준에게도 대형연애사고가 생기는데…

## 캐스팅
- 장진영 : 나난 역
- 이범수 : 정준 역 (우정출연)
- 엄정화 : 동미 역
- 김주혁 : 수헌 역
- 오지혜 : 점장 역
- 송재호 : 동미부 역 (특별출연)
- 이휘재 : 46번째애인 역 (특별출연)
- 김광일 : 지훈 역
- 한지혜 : 지혜 역
- 조희봉 : 천과장 역
- 정인기 : 주방장 역
- 장혁진 : 마실장 역
- 라희선 : 영숙 역
- 김난휘 : 혜진 역
- 전석호 : 재호 역
- 이지형 : 은혜 역
- 최보광 : 현정 역
- 김영재 : 선호 역
- 최대웅 : 노부부남 역
- 이정옥 : 노부부여 역
- 권혁풍 : 박상무 역
- 김기풍 : 용팔이 역
- 오승재 : 상호 역
- 박상혁 : 지혜애인 역
- 이명옥 : 핸드폰녀 역
- 최성진 : 경찰 역
- 김지아 : 부티녀1 역
- 우승림 : 부티녀2 역
- 김형렬 : 중년남 역
- 최선중 : 투자자1 역
- 이종문 : 투자자2 역
- 송인철 : 은행원 역
- 윤상오 : 맞선남 역
- 엄춘배 : 소방대장 역
- 최운진 : 소방대원 역
- 정소영 : 도여인 역
- 정유미 : 희정 역 (통편집)
- 이명수 : 예식장신랑 역
- 고재경 : 마임이스트1 역
- 이경열 : 마임이스트2 역
- 지하철3호선 : 올드락 밴드 역
- 신우철 : 수헌동창 역
- 오민우 : 수헌동창 역
- 이현우 : 수헌동창 역
- 심규일 : 수헌동창 역
- 고인영 : 찰리스 출연진 역
- 배진명 : 찰리스 출연진 역
- 정선아 : 찰리스 출연진 역
- 류화정 : 찰리스 출연진 역
- 박희연 : 찰리스 출연진 역
- 강단비 : 찰리스 출연진 역
- 박재민 : 찰리스 출연진 역
- 이세민 : 찰리스 출연진 역
- 김철진 : 찰리스 출연진 역
- 박진수 : 찰리스 출연진 역
- 신동선 : 찰리스 출연진 역
- 차상훈 : 찰리스 출연진 역
- 김택중 : 찰리스 출연진 역
- 황예람 : 찰리스 출연진 역
- 곽정환 : 찰리스 출연진 역
- 이범천 : 찰리스 출연진 역
- 정석원씨 가족 : 찰리스 출연진 역
- 감독님 가족 : 찰리스 출연진 역
- 서대원 : 나난회사직원 역
- 김응수 : 나난회사직원 역
- 여태진 : 나난회사직원 역
- 주대영 : 나난회사직원 역
- 장춘수 : 나난회사직원 역
- 이유경 : 나난회사직원 역
- 김정혁 : 동미회사직원 역
- 안재우 : 동미회사직원 역
- 허현이 : 동미회사직원 역
- 조은주 : 동미회사직원 역
- 김원희 : 동미회사직원 역
- 김서영 : 지하철승객 역
- 박수영 : 지하철승객 역
- 김재아 : 지하철승객 역
- 김혜진 : 지하철승객 역

## 수상
- 싱글즈의 여주인공 장진영은 제24회 청룡영화상(2003) 여우주연상을 수상했다.